# Nik Slavica
Nik Slavica (Sebenico, 7 febbraio 1997) è un cestista croato.

## Palmarès
- Coppa di Croazia: 1

Cedevita Zagabria: 2018